# بيدرو موراليس
بيدرو موراليس (بالإسبانية: Pedro Morales)‏‏ (22 أكتوبر 1942 - 12 فبراير 2019) مصارع محترف من بورتوريكو.

## روابط خارجية
- بيدرو موراليس على موقع IMDb (الإنجليزية)
- بيدرو موراليس على موقع قاعدة بيانات الفيلم (الإنجليزية)
- بيدرو موراليس على موقع دبليو دبليو إي (الإنجليزية)
- بيدرو موراليس على موقع WrestlingData.com (الإنجليزية)
- بيدرو موراليس على موقع CageMatch worker (الإنجليزية)
- بيدرو موراليس على موقع قاعدة بيانات المصارعة على الإنترنت (الإنجليزية)
- بيدرو موراليس على موقع عالم المصارعة على الإنترنت (الإنجليزية)
- بيدرو موراليس على موقع عالم المصارعة على الإنترنت (الإنجليزية)